# Chrysopa adnixa
Chrysopa adnixa is een insect uit de familie van de gaasvliegen (Chrysopidae), die tot de orde netvleugeligen (Neuroptera) behoort. 
Chrysopa adnixa is voor het eerst wetenschappelijk beschreven door Esben-Petersen in 1913.